# Coreia do Norte nos Jogos Olímpicos de Inverno de 1984
Coreia do Norte participou dos Jogos Olímpicos de Inverno de 1984, realizados em Sarajevo, na então Iugoslávia. 
Foi a terceira aparição do país nos Jogos Olímpicos de Inverno, a primeira desde 1972, onde foi representado por seis atletas, sendo três homens e três mulheres, que competiram na patinação de velocidade.

## Competidores
Esta foi a participação por modalidade nesta edição:
| Esporte                 | Masculino | Feminino | Total |
| ----------------------- | --------- | -------- | ----- |
| Patinação de velocidade | 3         | 3        | 6     |
| Total                   | 3         | 3        | 6     |

## Desempenho

### Patinação de velocidade
Masculino
| Atleta         | Evento  | Tempo    | Pos. | Ref.  |
| -------------- | ------- | -------- | ---- | ----- |
| Kim Song-hui   | 500 m   | 41.23    | 37º  | [ 3 ] |
| Kim Song-hui   | 1000 m  | 1:22.04  | 36º  | [ 4 ] |
| Im Ri-bin      | 1000 m  | 1:21.16  | 35º  | [ 4 ] |
| Im Ri-bin      | 1500 m  | 2:03.93  | 31º  | [ 5 ] |
| Im Ri-bin      | 5000 m  | 7:37.49  | 23º  | [ 6 ] |
| Im Ri-bin      | 10000 m | 15:45.19 | 29º  | [ 7 ] |
| Kim Hwang-hyun | 1000 m  | 1:22.26  | 38º  | [ 4 ] |
| Kim Hwang-hyun | 1500 m  | 2:06.80  | 36º  | [ 5 ] |
| Kim Hwang-hyun | 5000 m  | 7:46.12  | 33º  | [ 6 ] |

Feminino
| Atleta        | Evento | Tempo   | Pos. | Ref.   |
| ------------- | ------ | ------- | ---- | ------ |
| Pak Gum-hyon  | 1000 m | 1:27.86 | 19º  | [ 8 ]  |
| Pak Gum-hyon  | 1500 m | 2:14.23 | 19º  | [ 9 ]  |
| Pak Gum-hyon  | 3000 m | 4:49.26 | 16º  | [ 10 ] |
| Han Chun-ok   | 1000 m | 1:29.30 | 29º  | [ 8 ]  |
| Han Chun-ok   | 1500 m | 2:14.25 | 20º  | [ 9 ]  |
| Han Chun-ok   | 3000 m | 4:51.91 | 17º  | [ 10 ] |
| Kim Chang-hae | 1500 m | 2:17.37 | 25º  | [ 9 ]  |
| Kim Chang-hae | 3000 m | 4:58.41 | 20º  | [ 10 ] |

Legenda
| Recorde mundial      | Recorde mundial (World record)               |                       | Recorde africano                      | Recorde africano (African) |                                           | Q | Classificado por posição (Qualified) |
| Recorde olímpico     | Recorde olímpico (Olympic record)            | Recorde da América    | Recorde da América (Americas)         | q                          | Classificado por melhor tempo (Qualified) |   |                                      |
| Melhor marca do ano  | Melhor marca do ano (World leading)          | Recorde asiático      | Recorde asiático (Asian)              | DNS                        | Não largou (Did not start)                |   |                                      |
| Recorde nacional     | Recorde nacional (National record)           | Recorde europeu       | Recorde europeu (European)            | DNF                        | Não terminou (Did not finish)             |   |                                      |
| Recorde pessoal      | Recorde pessoal do atleta (Personal best)    | Recorde da Oceania    | Recorde da Oceania (Oceania)          | DSQ / DQ                   | Desclassificado (Disqualified)            |   |                                      |
| Recorde da temporada | Recorde da temporada do atleta (Season best) | Recorde sul-americano | Recorde sul-americano (South America) | NM                         | Sem marca (No mark)                       |   |                                      |